# 徳願寺 (静岡市)
徳願寺（とくがんじ）は静岡県静岡市駿河区にある曹洞宗の寺院。山号・大窪山（だいあさん）。駿河三十三観音霊場第12番札所。駿河七観音第4番札所。江戸時代までは「得願寺」と書かれた。北条早雲こと伊勢盛時の姉または妹で、今川義忠の正室である北川殿（今川義元の祖母）の墓所がある。

## 概要
元は徳願寺山山頂にあり「駿河七観音（久能寺・建穂寺・法明寺・増善寺・霊山寺・平澤寺・大窪寺）」の一つである大窪寺（だいあじ/だいわじ）という真言宗寺院だったとされる。本尊の千手観音は行基作とも言われるが、鎌倉時代の作ともいわれる。
康正年間（1455年 - 1457年）または1476年（文明8年）に千手観音を東側山腹の「大段」に移し「得願寺」となった。開基は北川殿とされる。大段付近は徳願寺山城という山城でもあり、現在の境内は大段の南側で二ノ曲輪である「平城」に1688年（元禄元年）に移転したものである。